# Missa de Rèquiem (Donizetti)

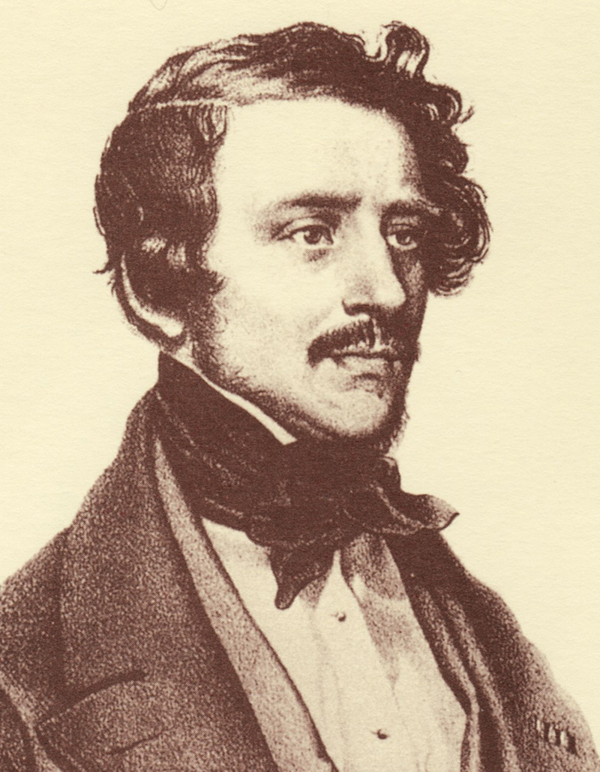
Imatge de Gaetano Donizetti.

La Missa de Rèquiem (en italià Messa di Requiem in re minori), Op. 73, de Gaetano Donizetti és una missa de rèquiem en re menor inacabada per a cor i orquestra, en honor del compositor Vincenzo Bellini, els dos màxims representants del belcantisme. La va escriure durant el mes d'octubre de 1835. Està escrita per a cinc solistes (SATB i un baríton), cor mixt i orquestra. Una actuació dura entre 62 i 75 minuts.
Donizetti va deixar sense acabar aquesta missa que li va encarregar l'editor Ricordi en memòria de Vincenzo Bellini, en aquell temps recentment mort en forma sobtada. Però això succeïa a finals del 1835 i a Donizetti li quedaven encara més d'una dotzena d'anys per viure. El motiu que no acabés el Rèquiem és perquè no va aconseguir de donar-li forma en el temps previst i va abandonar la seva composició. És per aquest motiu que no té tres de les parts habituals en aquest tipus d'obres: Sanctus, Benedictus i Agnus Dei.

## Història
Començada l'octubre de 1835 per commemorar la mort de l'amic i rival de Donizetti Vincenzo Bellini a Nàpols, l'obra va quedar inacabada (probablement a causa que el compositor era incapaç de dirigir-la al desembre, perquè no es trobava a la ciutat). Fou publicada l'any 1870 per Lucca en una veu amb arranjament d'orgue. La primera actuació coneguda va tenir lloc el mateix any a Bèrgam, ciutat natal de Donizetti, a la basílica de Santa Maria Maggiore, sota la direcció d'Alessandro Nini. Es va repetir l'any 1875 amb motiu de la translació de les restes de Donizetti i del seu mestre Simon Mayr a Santa Maria Maggiore; després en el centenari del naixement de Donizetti (1897) i la mort (1948, sota Gianandrea Gavazzeni).
El manuscrit es conserva al Conservatorio di San Pietro a Majella (Nàpols). L'any 1974 Vilmos Leskó va preparar una nova edició de Ricordi del Rèquiem, i des de llavors va passar a ser considerada com una de les composicions no operístiques més importants de Donizetti. També podria haver influït en Giuseppe Verdi en el seu propi Rèquiem (1873–1874), si el coneixia.
El Rèquiem per Bellini és un dels quatre rèquiems de Donizetti, però l'únic que ha sobreviscut fins als nostres dies. Entre els altres hi havia un Rèquiem per a Niccolò Zingarelli (compost el 1837 en 3 dies) i un Rèquiem per a Lorenzo Fazzini (representada a San Ferdinando, Nàpols, 7 de novembre de 1837).
El Rèquiem de Donizetti es va representar a la Piazzale del Cimitero monumentale de Bèrgam el 28 de juny de 2020, per commemorar les víctimes de la pandèmia de coronavirus.

## Orquestració[6]
- Solistes: soprano, alt, tenor, 2 baixos (o baríton i baix)
- Cor: SATB
- Orquestra: 2 flautes, 2 oboès, 2 clarinets, 2 fagots, 4 trompetes, 2 trompetes, 3 trombons, timbals, cordes, orgue

## Estructura
Per a la seva configuració Donizetti va utilitzar el text tradicional del Rèquiem llatí. La secció inaugural de Requiem aeternam va precedida d'una introducció orquestral, de la qual es va perdre l'orquestració. Segueix un gradual (In memoria aeterna). Mentre Donizetti va completar la Sequentia i l'Offertorium, no hi ha cap rastre de Sanctus, Benedictus i Agnus Dei, que es creu que mai no s'han compost. El treball conclou amb la Lux aeterna i Libera me.
- I. Introduzione (41 compassos d'introducció orquestral i 143 compassos). Requiem aeternam — Te decet — Requiem aeternam — Kyrie
- II. Graduale (97 compassos). Requiem aeternam — In memoria aeterna
- III. Sequentia (910 compassos). Dies irae — Tuba mirum — Judex ergo — Rex tremendae — Ingemisco — Praeces meae — Confutatis — Oro supplex — Lacrymosa [sic]
- IV. Offertori (97 compassos). Domina Jesucrist
- V. Communio (37 compassos). Lux aeterna
- VI. Responsorium (182 compassos). Libera me — Tremens factus — Quando coeli — Dies irae i Dum veneris — Requiem aeternam — Libera me — Kyrie

## Edicions
- Gaetano Donizetti. Messa di requiem : composta en memòria de Vincenzo Bellini (1835). Publicat sota els auspicis de la Donizetti Society, Londres, per Egret House, 1974
- Gaetano Donizetti. Messa di Requiem per a soprano, contralt, tenor, 2 solistes de baix, cor mixt a quatre parts i orquestra. Textos en llatí i anglès. Partitura Piano-Vocal, Editat per Vilmos Leskó. Milà: Casa Ricordi, 1997 (número de placa 131956)

## Enregistraments
- (1979/1980)[7] Donizetti. Rèquiem — Viorica Cortez, Luciano Pavarotti, Renato Bruson, Paolo Washington; Orchestra e coro Ente Lirico Arena di Verona (mestre de cor Corrado Mirandola); director Gerhard Fackler — DECCA: LP (1980), CD (1992): 425 043-2
- (1984/1988) Gaetano Donizetti. Messa di requiem — Cheryl Studer, Helga Müller-Molinari, Aldo Baldin, Jan-Hendrik Rootering, John-Paul Bogart ; Chor der Bamberger Symphoniker; Bamberger Symphoniker ; director Miguel Ángel Gómez Martínez — Orfeo C 172 881 A
- (1997/1998) Gaetano Donizetti. Messa da requiem — Tiziana K. Sojat, Jaroslava Maxová, Vittorio Giammarrusco, Zdeněk Hlávka, Marcel Rosca; Cor de Cambra de Praga; Virtuosi de Praga; director Alexander Rahbari — Koch Discover International DICD 920519 (reeditat el 2007: Profil PH08026)